# 北楼迎仙桥
北楼迎仙桥，位于山东省临沂市蒙阴县旧寨乡北楼村，是中华人民共和国山东省文物保护单位之一。
2006年12月7日，授予山东省文物保护单位，是一座古建筑。